# 小越街道
小越街道是中华人民共和国浙江省紹興市上虞区下辖的一个街道办事处。
2017年7月23日，浙江省人民政府批复同意撤销小越镇建制，其行政区域改由绍兴市上虞区政府直辖。
2017年8月7日，绍兴市人民政府批复同意在原小越镇行政区域内设立小越街道办事处，街道办事处位于新越兴社区越兴东路8号。

## 行政区划
小越街道下辖以下村级行政区划单位：
越兴社区、德隆社区、越北村、新宅村、边墩村、姣里村、岭南村、小越村、西罗村、倪梁村、大庙罗村、赵巷桥村、朱家滩村、孔家岙村、吴山村、小越湖村、冯柯山村、横山徐村、胜乔村、罗家村、新兴村、田家村和幸福村。